# コニー・ブリットン
コニー・ブリットン(Constance Elaine "Connie" Britton (旧姓Womack 1967年3月6日 - )はアメリカ合衆国の女優。
ABCのシットコム『スピン・シティ』(1996年～2000年)のニッキー・フェーバー役、プライムタイム・エミー賞主演女優賞ドラマ部門にノミネートされたNBC/ディレクTVのスポーツ・ドラマ『Friday Night Lights』(2006年～2011年)のタミ・テイラー役、プライムタイム・エミー賞主演女優賞 ミニシリーズ/テレビ映画部門にノミネートされたFXのホラー・ドラマ・シリーズ『アメリカン・ホラー・ストーリー』(2011年)のヴィヴィアン・ハーモン役などで知られる。映画出演は『プライド 栄光への絆』、『エルム街の悪夢』など。現在ABCのミュージカル・ドラマ・シリーズ『ナッシュビル』のレイナ・ジェイムス役で主演している。

## 経歴

### 初期
マサチューセッツ州ボストンにて、父で物理学者のエドガー・アラン・ウォマックJrと母リンダ・ジェーン(旧姓コクラン)の間にコンスタンス・エレイン・ウォマックとして生まれる。7歳の頃、両親と双子の姉妹のシンシアと共にバージニア州リンチバーグに転居しE・C・グラス高等学校に進学。ダートマス大学に進学しアジア学を専攻。1989年の卒業後ニューヨークに転居しネイバーフッド・プレイハウスのサンフォード・メイスナーの元で演技を学ぶ。

### 芸能活動
ネイバーフッド・プレイハウスで演技の勉強中、ニューヨークのコートヤード・プレイハウスでキャロライン・ケイヴァの『The Early Girl 』で舞台デビュー。クーパー・ローレンス演じるジョアンの相手役でベテラン売春婦の役を演じた。演技は好評であったが、ネイバーフッド・プレイハウスは在籍中にプロとしての出演を禁止しており危うく退学されるところであった。卒業後2年以上オフ・ブロードウェイで活動し、『The Brothers McMullen 』での成功後ロサンゼルスに転居、
1996年から2000年、『スピン・シティ』のニッキー・フェーバー役でレギュラー出演。『24 -TWENTY FOUR-』第5シーズンでダイアン・ハクスリー役で出演。ジャック・バウアー(キーファー・サザーランド)のガールフレンドで大家の役であった。2006年にはインディーズのスリラー映画『地球が凍りつく日』の主演の一人であった。
主演テレビドラマ『Friday Night Lights 』で批評家の賞賛を受け、同作の映画化作品『プライド 栄光への絆』でもヘッド・コーチの妻役で出演。
『ザ・ホワイトハウス』の第3シーズン『Manchester Part I and Part II 』『Gone Quiet 』ブルーノ・ジアネッリの陣営のメンバー役などいくつかのエピソードにも出演。リメイク版『エルム街の悪夢』にグウェンドリン・ホルブルック(愛称グウェン)役で出演。『This American Life 』第429話ディヴィッド・フィンケル作のノンフィクション『The Good Soldiers 』からのモノローグ『Will They Know Me at Home? 』にも出演。
2011年、FXのホラー・ドラマ『アメリカン・ホラー・ストーリー』にヴィヴィアン・ハーモン役で主演。悲劇的な結婚や家庭問題によりカリフォルニアに転居したばかりの女性の役で、不幸にも彼らが急いで買った家には幽霊が出るのであった。
『アメリカン・ホラー・ストーリー』撮影終了後、新しい息子のために2ヶ月の休暇を申し出たが、デヴィッド・O・ラッセルとのコラボレーションのFXドラマの制作を始めなくてはならなかった。現在このプロジェクトは停止中である。
2012年3月6日、ABCのミュージカル・ドラマ『ナッシュビル』の主演として契約。40歳の落ち目のカントリー歌手、レイナ・ジェイムス役である。

### プライベート
1991年から1995年、ジョン・ブリットンと結婚し、離婚後もこの姓で活動している。2011年11月、エチオピアから男児を養子にし、Eyob "Yoby" Britton と名付けた。学生の頃は中国語を学んでおり、2012年のNPRのインタビューで「私はいつも女優になりたかったけれど、大学に通っている時に言語を学ぶ必要があり、中国語を話せるのはとても格好いいと思った。今では私の中国語は本当に本当にたどたどしい。でもこう思うようにした。最近は私の歌は私の中国語よりずっといい。」と答えている。

## フィルモグラフィー

### 映画
| 年   | 邦題/原題                                                                       | 役名                   | 備考       |
| ---- | ------------------------------------------------------------------------------- | ---------------------- | ---------- |
| 1995 | マクマレン兄弟 The Brothers McMullen                                            | モリー・マクマレン     |            |
| 1996 | ポイズン Escape Clause                                                          | レスリー               | テレビ映画 |
| 1999 | ノー・ルッキング・バック No Looking Back                                        | ケリー                 |            |
| 2001 | シャーリー・テンプル物語 Child Star: The Shirley Temple Story                   | ガートルード・テンプル |            |
| 2004 | プライド 栄光への絆 Friday Night Lights                                         | シャロン・ゲインズ     |            |
| 2006 | 地球が凍りつく日 The Last Winter                                                | アビー・セラーズ       |            |
| 2009 | EROTICS 美しい女たち Women in Trouble                                           | ドリス                 |            |
| 2010 | エルム街の悪夢 A Nightmare on Elm Street                                        | グエン・ホルブロック   |            |
| 2012 | エンド・オブ・ザ・ワールド Seeking a Friend for the End of the World            | ダイアン               |            |
| 2013 | 私にもできる!イケてる女の10（以上）のこと The To Do List                        | ジーン・クラーク       |            |
| 2013 | 天使が歌う街 Angels Sing                                                        | スーザン・ウォーカー   |            |
| 2014 | あなたを見送る7日間 This Is Where I Leave You                                   | トレイシー・サリヴァン |            |
| 2015 | ぼくとアールと彼女のさよなら Me and Earl and the Dying Girl                     | グレッグの母           |            |
| 2015 | エージェント・ウルトラ American Ultra                                           | ヴィクトリア・ラセター |            |
| 2017 | ベアトリス・アット・ディナー Beatriz at Dinner                                  | キャシー               |            |
| 2017 | ワンダー・ウーマンとマーストン教授の秘密 Professor Marston and The Wonder Women | ジョゼット・フランク   |            |
| 2018 | コネチカットにさよならを The Land of Steady Habits                              | バーバラ               |            |
| 2019 | スキャンダル Bombshell                                                          | ベス・エイルズ         |            |
| 2019 | ムスタング The Mustang                                                          | 心理学者               |            |
| 2020 | プロミシング・ヤング・ウーマン Promising Young Woman                            | エリザベス・ウォーカー |            |
| 2020 | ジョー・ベル 〜心の旅〜 Joe Bell                                                | ローラ・ベル           |            |
| 2022 | Breaking                                                                        | Lisa Larson            |            |
| 2022 | 私は世界一幸運よ Luckiest Girl Alive                                            | Dina                   |            |

### テレビシリーズ
| 年        | 邦題/原題                                                                                               | 役名                           | 備考                        |
| --------- | --- | ------------------------------ | --------------------------- |
| 1996-2000 | スピン・シティ Spin City                                                                                | ニッキー・フェイバー           | 93エピソード                |
| 2001      | The Fighting Fitzgeralds                                                                                | ソフィー                       | 10エピソード                |
| 2001      | ザ・ホワイトハウス The West Wing                                                                        | コニー・テート                 | 4エピソード                 |
| 2003      | Lost at Home                                                                                            | レイチェル・デイヴィス         | 6エピソード                 |
| 2006      | 24 -TWENTY FOUR- 24                                                                                     | ダイアン・ハクスリー           | 6エピソード                 |
| 2006-2010 | Friday Night Lights                                                                                     | タミ・テイラー                 | メインキャスト 76エピソード |
| 2011      | アメリカン・ホラー・ストーリー: 呪いの館 American Horror Story                                          | ヴィヴィアン・ハーモン         | メインキャスト 12エピソード |
| 2012-2018 | ナッシュビル Nashville                                                                                  | レイナ・ジェイムズ             | メインキャスト              |
| 2016      | アメリカン・クライム・ストーリー/O・J・シンプソン事件 The People v. O. J. Simpson: American Crime Story | フェイ・レスニック             | 2エピソード                 |
| 2018      | 9-1-1: LA救命最前線 9-1-1                                                                               | アビゲイル・"アビー"・クラーク | シーズン1: メインキャスト   |
| 2018      | アメリカン・ホラー・ストーリー: 黙示録 American Horror Story: Apocalypse                                | ヴィヴィアン・ハーモン         | 1エピソード                 |
| 2018      | ダーティ・ジョン -秘密と嘘- Dirty John                                                                  | デブラ・ニューウェル           | 8エピソード                 |
| 2020      | Make It Work!                                                                                           |                                |                             |
| 2021      | ホワイト・ロータス/諸事情だらけのリゾート The White Lotus                                               | Nicole Mossbacher              | シーズン1                   |